# 아우토스트라다
아우토스트라다(이탈리아어: Autostrada)는 이탈리아의 고속도로이며 의미는 "자동차도로"이다.

이탈리아의 아우토스트라다 노선도

자동차만이 통행가능한 유료도로이며, 평면교차로나 신호에 의한 교통정리가 없는 것으로 공공 사업성으로부터 인가를 받은 것을 말한다.(1961년 2월 7일 법률 제59호)
한편, 이탈리아 도로법에 의한 것이 아니지만 ANAS(도로청, Azienda Nazionale Autonoma delle Strade)가 관리하는 무료 자동차전용도로(Superstrada)도 있어 국제도로연맹 (IRF)에서는 이것도 고속도로에 포함하고 있다.
자동차와 150cc 이상의 이륜자동차가 주행할 수 있으며, 독일의 아우토반과 접속하고 있지만 유료이기 때문에 제한속도가 있다.

## 노선
A1로부터 연번으로 존재한다. 노선 중에는 별도의 명칭이 붙여진 것도 있다.
| 순번 | 이름                                  | 길이 (km) | 시점                  | 종점                  | 개통년도 | 유럽고속도로 |
| ---- | ------------------------------------- | --------- | --------------------- | --------------------- | -------- | ------------ |
| A1   | 아우토스트라다 델 솔레                | 759.8     | 밀라노                | 나폴리                | 1964     | 35, 45       |
| A2   | 아우토스트라다 델 메디테라네오        | 442.9     | 살레르노              | 레조칼라브리아        | 2017     | 45, 90, 841  |
| A3   |                                       | 51.7      | 나폴리                | 살레르노              | 1974     | 45           |
| A4   | 세레니시마                            | 522.4     | 토리노                | 트리에스테            | 1927     | 55, 64, 70   |
| A5   | 아우토스트라다 델라 발레 다오스타     | 141.4     | 토리노                | 몽블랑                | 1961     | 25, 612      |
| A6   | 라 베르데마레                         | 123.7     | 토리노                | 사보나                | 1960     | 717          |
| A7   | 세라발레                              | 135.5     | 밀라노                | 제노바                | 1935     | 25, 62       |
| A8   | 아우토스트라다 데이 라기              | 43.6      | 밀라노                | 바레세                | 1924     | 35, 62       |
| A9   | 아우토스트라다 데이 라기              | 30.9      | 라이나테              | 키아소                | 1924     | 35           |
| A10  | 아우토스트라다 데이 피오리            | 158.1     | 제노바                | 벤티밀리아            | 1967     | 25, 74, 80   |
| A11  | 아우토스트라다 피렌체-마레            | 81.7      | 피렌체                | 피사                  | 1933     | 76           |
| A12  | 아우토스트라다 아추라                 | 210.0     | 제노바                | 로시냐노마리티모      | 1967     | 80           |
| A13  |                                       | 116.7     | 볼로냐                | 파두아                | 1970     |              |
| A14  | 아우토스트라다 아드리아티카           | 743.4     | 볼로냐                | 타란토                | 1966     | 45, 843      |
| A15  | 아우토카미오날레 델라 치사            | 108.5     | 파르마                | 라스페치아            | 1975     | 33           |
| A16  | 아우토스트라다 데이 두에 마리         | 172.5     | 나폴리                | 카노사디풀리아        | 1966     | 842          |
| A18  |                                       | 76.8      | 메시나                | 카타니아              | 1971     | 45           |
| A18  |                                       | 40.0      | 시라쿠사              | 로솔리니              | 1983     | 45           |
| A19  |                                       | 191.6     | 팔레르모              | 카타니아              | 1970     | 90, 932      |
| A20  |                                       | 183.0     | 메시나                | 부온포르넬로          | 1972     | 45, 90       |
| A21  | 아우토스트라다 데이 비니              | 238.3     | 토리노                | 브레시아              | 1968     | 70           |
| A22  | 아우토스트라다 델 브렌네로            | 315.0     | 브렌네로              | 모데나                | 1968     | 45           |
| A23  | 아우토스트라다 알페아드리아           | 119.9     | 팔마노바              | 타르비시오            | 1966     | 55           |
| A24  | 아우토스트라다 데이 파르키            | 158.8     | 로마                  | 테라모                | 1969     | 80           |
| A25  | 아우토스트라다 데이 파르키            | 115.0     | 토라노디보르고로세    | 페스카라              | 1969     | 80           |
| A26  | 아우토스트라다 데이 트라포리          | 197.1     | 제노바                | 그라벨로나 토체       | 1976     | 25, 62       |
| A27  | 아우토스트라다 달레마냐               | 82.5      | 베네치아              | 벨루노                | 1972     |              |
| A28  |                                       | 48.8      | 포르토그루아로        | 코넬리아노            | 1974     |              |
| A29  | 아우토스트라다 델 살레                | 114.8     | 팔레르모              | 마차라데발로          | 1972     | 90           |
| A30  |                                       | 55.3      | 카세르타              | 살레르노              | 1975     |              |
| A31  | 아우토스트라다 델라 발 다스티코       | 88.7      | 바디아폴레시네        | 피오베네로케테        | 1976     |              |
| A32  | 아우토스트라다 델 프레주스            | 73.0      | 토리노                | 프레주스 터널         | 1983     | 70           |
| A33  |                                       | 23.0      | 쿠네오                | 카루                  | 2005     |              |
| A34  |                                       | 17.5      | 빌레세                | 고리치아              | 2013     |              |
| A35  | BreBeMi                               | 54.8      | 카스테냐토            | 멜초                  | 2014     |              |
| A36  | 페데몬타나 롬바르다                   | 23.0      | 카사노마냐고          | 렌타테술세베소        | 2015     |              |
| A50  | 탄젠치알레 오베스트 디 밀라노         | 31.3      | 밀라노 순환고속도로   | 밀라노 순환고속도로   | 1968     | 35, 62       |
| A51  | 탄젠치알레 에스트 디 밀라노           | 30.7      | 밀라노 순환고속도로   | 밀라노 순환고속도로   | 1971     |              |
| A52  | 탄젠치알레 노르드 디 밀라노           | 21.6      | 밀라노 순환고속도로   | 밀라노 순환고속도로   | 1994     |              |
| A53  |                                       | 9.2       | 베레과르도            | 파비아                | 1960     |              |
| A54  | 탄젠치알레 오베스트 디 파비아         | 8.4       | 파비아 순환고속도로   | 파비아 순환고속도로   | 1994     |              |
| A55  | 탄젠치알레 디 토리노                  | 57.5      | 토리노 순환고속도로   | 토리노 순환고속도로   | 1976     | 70           |
| A56  | 탄젠치알레 디 나폴리                  | 20.2      | 나폴리 순환고속도로   | 나폴리 순환고속도로   | 1972     |              |
| A57  | 탄젠치알레 디 메스트레                | 26.7      | 메스트레 순환고속도로 | 메스트레 순환고속도로 | 1972     | 55           |
| A58  | 탄젠치알레 에스트 에스트레나 디밀라노 | 31.8      | 밀라노 순환고속도로   | 밀라노 순환고속도로   | 2014     |              |
| A59  | 탄젠치알레 디 코모                    | 2.9       | 코모 순환고속도로     | 코모 순환고속도로     | 2015     |              |
| A60  | 탄젠치알레 디 바레세                  | 4.5       | 바레세 순환고속도로   | 바레세 순환고속도로   | 2015     |              |
| A90  | 그란데 라코르도 아눌라레 디 로마      | 68.2      | 로마 순환고속도로     | 로마 순환고속도로     | 1951     | 80           |
| A91  |                                       | 18.4      | 로마                  | 피우미치노 공항       | 1959     | 80           |
| A92  | 아우토스트라다 아추라                 | 79.6      | 로마                  | 치비타베키아          | 1967     | 80           |
| A93  |                                       | 42.3      | 마레네                | 아스티                | 2007     | 74           |

## 같이 보기
- 아우토스트라다 목록